# Bundesstraße E
Die Bundesstraße E (Abkürzung: B E) war eine in den 1960er Jahren eingerichtete Ersatz-Bundesstraße in West-Berlin, die wegen des Mauerbaues und der damit verbundenen unterbrochenen Verkehrsführung zwischen West- und Ost-Berlin notwendig wurde. Sie führte von der Potsdamer Straße im damaligen Berliner Bezirk Schöneberg bis zur Reinickendorfer Straße im damaligen Bezirk Wedding. Ihr Herzstück war die Entlastungsstraße, deren Anfangsbuchstabe ‚E‘ vermutlich zur Benennung herangezogen wurde (siehe auch Bundesstraße S und Bundesstraße R). In den 1980er Jahren wurde die Bundesstraße E in die Bundesstraße 96 einbezogen, die zuvor zwischen Kreuzberg und Wedding durch die Berliner Mauer unterbrochen war.

## Überblick
- Anfangspunkt: Kreuzung Potsdamer Straße Ecke Bülowstraße → B 1 und → B Z
- Endpunkt: Kreuzung Fennstraße Ecke Müllerstraße → B 96